# John Drake
John Alan Drake (Auckland, 22 de enero de 1959 — Bay of Plenty, 13 de diciembre de 2008) fue un jugador y comentarista deportivo neozelandés de rugby que se desempeñó como pilar.

## Biografía
Falleció a un mes de cumplir 50 años, el 13 de diciembre de 2008 producto de sufrir un ataque al corazón mientras lavaba su automóvil.

## Selección nacional
Debutó con los All Blacks por primera vez en noviembre de 1985 ante Les Bleus y jugó irregularmente con ellos hasta su retiro en julio de 1987 frente a los Wallabies. En total disputó 8 partidos y marcó un try (4 puntos por aquel entonces).

### Participaciones en Copas del Mundo
Solo participó de una Copa del Mundo: Nueva Zelanda 1987 donde los All Blacks dominaron el torneo de principio a fin, triunfando en casa. Drake marcó su único try con el seleccionado, en las semifinales del torneo ante los Dragones Rojos.
| Mundial                       | Sede          | Resultado | PJ | Tries |
| ----------------------------- | ------------- | --------- | -- | ----- |
| Copa Mundial de Rugby de 1987 | Nueva Zelanda | Campeón   | 5  | 1     |

## Palmarés
- Campeón de la ITM Cup de 1982, 1984, 1985 y 1987.